# 1664
1664. је била проста година.

## Догађаји

### Септембар
- 8. септембар — Предвођени пуковником Ричардом Николсом, Енглези су заузели холандско насеље на америчком континенту Нови Амстердам, названо потом Њујорк, у част војводе од Јорка, будућег енглеског краља Џејмса II.

### Датум непознат
- Википедија:Непознат датум — Вашварски мир